# Hòn Một
Hòn Một là một hòn đảo nhỏ ven bờ thuộc xã Bãi Thơm, thành phố Phú Quốc, tỉnh Kiên Giang, Việt Nam.
Hòn Một nằm sát bờ, vị trí đông bắc đảo Phú Quốc. Đảo cách phường Dương Đông khoảng 35 km đường bộ. Đảo cách bờ chỉ khoảng 200m nhưng hiện nay do bồi tụ của cát, khoảng cách chỉ còn chừng 100m. Diện tích đảo 6,8 ha, bao phủ bởi rừng. Hòn Một thuộc chủ quyền Việt Nam.